# Fontenay-sur-Mer
Fontenay-sur-Mer település Franciaországban, Manche megyében. Lakosainak száma 164 fő (2022. január 1.). Fontenay-sur-Mer Quinéville, Ozeville, Saint-Floxel és Saint-Marcouf községekkel határos.

## Népesség
A település népességének változása:
| Lakosok száma | 219  | 191  | 186  | 183  | 171  | 181  | 178  | 171  | 168  | 164  |
|               | 1968 | 1982 | 1990 | 2006 | 2013 | 2015 | 2017 | 2019 | 2020 | 2022 |